# Бахрейнский жемчужный путь

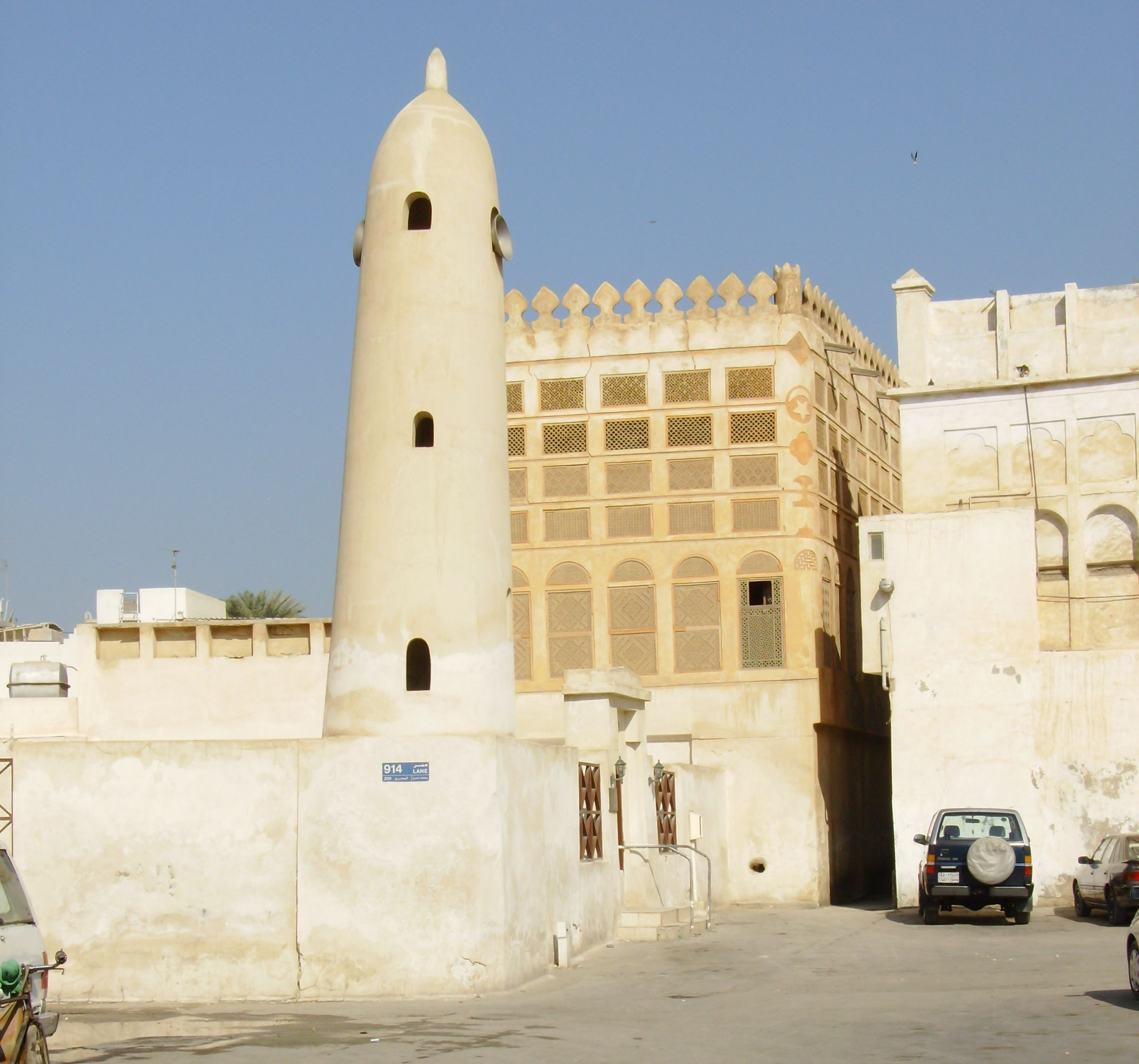

Бахрейнский жемчужный путь — объект Всемирного наследия ЮНЕСКО в Бахрейне, представляющий собой условную «трассу» длиной в 3,5 км, связанная с жемчужным промыслом в стране, который был основой местной экономики с примерно 2000-х годов до н.э. до начала 1930-х годов, пока практически не прекратил своё существование из-за начала культивирования жемчуга в Японии.
Бахрейнский жемчужный путь включает в себя семнадцать зданий в Мухарраке, три устричных колонии в море рядом, часть побережья и выходящую к берегу часть крепости Бу Махир на юге Мухаррака. Объект был включён в список ЮНЕСКО 30 июня 2012 года и стал вторым объектом Всемирного наследия в Бахрейне.
В современном Бахрейне торговля искусственно выращенным жемчугом запрещена. Небольшое количество профессиональных ныряльщиков-добытчиков жемчуга есть в этой стране до сих пор. Хотя это место было помечено под надписью: "Добыча жемчуга, свидетельство островной экономики" Бахрейнским управлением культуры и древностей, международные СМИ постоянно называли его "Жемчужной тропой".

## История
"Жемчужная тропа" расположена на острове Мухаррак. Она занимает 33Га. Площадь включает устричные грядки и здания 19 века, связанные с жемчужной промышленностью.
В 2013 году Управление культуры и древностей Бахрейна поставило перед собой цель сохранить и возродить дух этого исторического района, подчеркнув его социальную и экономическую важность, особенно в связи с исторической торговлей жемчугом. Проект включает в себя реставрацию и сохранение исторических зданий, а также нацелен на гарантию того, что любое новое строительство в этом районе будет учитывать требования по сохранению наследия при современном планировании общественных пространств.
В рамках проекта "Возрождение" Управление культуры и древностей Бахрейна планирует внедрить общественные зоны, улицы, автостоянки, вновь внедряя современные программы.

## Историческое значение
Дайвинг за жемчугом в Бахрейне впервые упоминается в ассирийских текстах, датируемых 2000 годом до н.э., где упоминаются "рыбьи глаза" из Дилмуна (древнее государство, охватывающее Бахрейн). Бахрейн (как Тилос, греческое название Бахрейна) был упомянут Плинием как "знаменитый огромным количеством своих жемчужин". 
Золотой век добычи жемчуга приходится на период с 1850-х по 1930-е годы. В то время жемчуг был дороже бриллиантов и привлекал в страну таких ювелиров, как Жак Картье. В межвоенный период в стране работали Розенталь, Пак, Мохаммад Али и Бьененфельд. В начале Второй мировой войны рынок переместился в Бомбей.
К концу 1930 года в Бахрейне количество ныряльщиков за жемчугом достигало 30000. Добыча жемчуга была основной отраслью промышленности вплоть до открытия нефти в 1932 году. После краха жемчужной промышленности большинство недавних ныряльщиков перешли на новый нефтяной сектор. В настоящее время торговля культивированным жемчугом в Бахрейне запрещена. Сегодня осталось мало ныряльщиков за жемчугом.
В древние времена Мухаррак был столицей и политическим центром Бахрейна, однако старые здания были уничтожены. Помимо краха торговли жемчугом, этот район оказался под угрозой потери многих традиционных ремесел.

## Признание
30 июня 2012 года ЮНЕСКО добавила Бахрейнскую жемчужную тропу в список Всемирного наследия:
Это место является последним сохранившимся примером культурных традиций добычи жемчуга и богатства, которое он приносил в то время, когда торговля Жемчугом доминировала в экономике Персидского залива. Оно также представляет собой выдающийся пример традиционного использования ресурсов моря и взаимодействия человека с окружающей средой, которые сформировали как экономику, так и культурную самобытность общества острова.

- Комитет всемирного наследия
Возрождение Мухаррака получило лауреатство Премии Ага Хана в области архитектуры за 2019 год. Оно было признано за свою роль в рассказе об истории жемчужной промышленности Аравийского полуострова, особенно о ее пике в 19 веке. По словам Фарроха Дерахшани, директора премии Ага Хана в области архитектуры, "Возрождение Мухаррака - это дальновидная попытка сохранить дух этого исторического города. Проект демонстрирует деликатный подход к сохранению наследия и планированию современного общественного пространства". Премия Ага Хана в области архитектуры признала этот проект, как подход к восстановлению городов с ориентацией на общественное развитие, то есть проект, который смог внести существенный вклад современной архитектуры в сохранение традиционных зданий.